# Amore lontanissimo
non senti che, io sono qua.

Mi farò ancora più piccola se tu non sarai qui con me.»
(Parte del testo della canzone)
Amore lontanissimo è un brano musicale scritto da Antonella Ruggiero e da suo marito Roberto Colombo, presentato dalla Ruggiero al Festival di Sanremo 1998. Il brano fu inserito nella ristampa dell'album Registrazioni moderne, originariamente pubblicato nel 1997, e fu inciso anche in lingua spagnola con il titolo Donde estas.

## Storia del brano
Questa canzone segna il ritorno di Antonella Ruggiero al Festival, dal quale mancava da dieci anni, ovvero dal 1988, quando partecipò alla manifestazione come cantante dei Matia Bazar. In questa occasione, invece, la Ruggiero si presenta per la prima volta da solista. La canzone arrivò al secondo posto del Festival, quell'anno vinto da Annalisa Minetti con Senza te o con te, e vinse il Premio della Critica per il miglior arrangiamento. Il CD singolo pubblicato in seguito, contribuì a consolidare la carriera da solista della cantante, ed è tutt'oggi uno dei suoi brani più riconoscibili.
Durante la sera finale del festival la Ruggiero si esibì con una forte laringite, che avrebbe potuto gravemente compromettere la sua performance.

## Il video
Per il brano venne prodotto anche un videoclip, girato completamente in bianco e nero, e trasmesso il mese successivo al Festival. Nel video si alternano sullo schermo numerosi volti di persone di ogni sesso ed età, tutti accomunati dalla medesima espressione triste. Alternate a queste immagini, viene mostrata la Ruggiero, vestita di nero, che canta il brano.

## Tracce
1. Amore lontanissimo (Radio edit)
2. Amore lontanissimo (album version)